# Epicroseius
Genre
Epicroseius est un genre d'acariens mesostigmates de la famille des Sejidae.

## Liste des espèces
- Epicroseius abinashi (Bhattacharyya, 1966)
- Epicroseius angelioides Berlese, 1905
- Epicroseius indicus (Hirschmann & Kaczmarek, 1991)
- Epicroseius javensis (Hirschmann & Kaczmarek, 1991)
- Epicroseius klakahensis (Hirschmann, 1991)
- Epicroseius marquesanus (Hirschmann, 1991)
- Epicroseius oblitus (Hirschmann, 1991)
- Epicroseius porosus (Domrow, 1957)
- Epicroseius savannakhetianus (Hirschmann & Kaczmarek, 1991)
- Epicroseius scutatus (Berlese, 1923)
- Epicroseius seioides (Berlese, 1910)
- Epicroseius seurati (Berlese, 1918)
- Epicroseius tanganicus (Hirschmann & Kaczmarek, 1991)
- Epicroseius vitzthumiangelioides (Hirschmann, 1991)
- Epicroseius vitzthumiseurati (Hirschmann, 1991)
- Epicroseius zimmermani (Tragardh, 1952)

## Publication originale
- Berlese, 1905 : Acari nuovi, Manipulus IV. Redia, vol. 2, p. 154–176 (texte intégral).